# Арази, Ярдена
Ярде́на Шулами́т Ара́зи (ивр. ירדנה שולמית ארזי‎; 25 сентября 1951, Кабри, Израиль) — израильская певица, актриса и телеведущая. Лауреат премии «Арфа Давида».

## Биография
Ярдена Арази родилась 25 сентября 1951 года в кибуце Кабри в Западной Галилее на севере Израиля. Её отец, Давид Файнбаум, активист организации «Эцель», репатриировался в Израиль из Германии и был одним из основателей кибуца «Бейт-ха-Арава». Службу в израильской армии проходила в составе армейского ансамбля «Лахакат-ха-Нахаль». В 1970-х годах входила в состав трио «Шоколад, мента, мастик».

## Начало певческой карьеры
В Хайфе, куда переехала из кибуца Кабри семья Ярдены, когда ей было 2 года, отец Ярдены, Давид Файнбаум, открыл небольшой магазин электротоваров. Одним из постоянных покупателей этого магазина оказался композитор Эфи Нецер, который на тот момент был режиссёром ансамбля «Бейт-Ротшильд». Отец Ярдены попросил Нецера прослушать его дочь, как она поёт. Вскоре Ярдена стала полноправной участницей ансамбля «Бейт-Ротшильд» и со временем даже главной его солисткой.